# Gleislose Bahn Gümmenen–Mühleberg
| Bootstransport mit dem Akkuschlepper, einem der zwei Elektrolastwagen und dem Benzinlastwagen |            |                         |                  |
| Streckenlänge: | 6,5 km     |                         |                  |
| Stromsystem: | 500 Volt = |                         |                  |
| |            |                         |                  |
| \| \| \| zur Bern-Neuenburg-Bahn \| \| \| \| 0,0 \| Bahnhof Gümmenen \| Bahnhof Gümmenen \| \| \| \| Saane \| \| \| \| \| Gümmenen \| \| \| \| \| Mühleberg \| \| \| \| \| Buttenried \| \| \| \| 6,5 \| Werkplatz Aumatt \| Werkplatz Aumatt \| \| \| \| Aare \| \| |            |                         |                  |
| |            | zur Bern-Neuenburg-Bahn |                  |
| U-Bahn-Kopfbahnhof Streckenanfang (Strecke außer Betrieb) | 0,0        | Bahnhof Gümmenen        | Bahnhof Gümmenen |
| U-Bahn-Brücke über Wasserlauf (Strecke außer Betrieb) |            | Saane                   | Saane            |
| U-Bahn-Strecke (außer Betrieb) |            | Gümmenen                | Gümmenen         |
| U-Bahn-Strecke (außer Betrieb) |            | Mühleberg               | Mühleberg        |
| U-Bahn-Strecke (außer Betrieb) |            | Buttenried              | Buttenried       |
| U-Bahn-Kopfbahnhof Streckenende (Strecke außer Betrieb) | 6,5        | Werkplatz Aumatt        | Werkplatz Aumatt |
| |            | Aare                    |                  |

Die Gleislose Bahn Gümmenen–Mühleberg, heute meist als Gütertrolleybus Gümmenen–Mühleberg bezeichnet, ist ein ehemaliger Oberleitungslastwagen-Betrieb in der Schweiz. Die 6,5 Kilometer lange Überlandstrecke im Kanton Bern bestand vom 1. Dezember 1918 bis zum 1. Oktober 1922 und diente ausschliesslich dem Bau des Wasserkraftwerks Mühleberg. Ausser bei diesem Betrieb gab es in der Schweiz nur noch beim 1912 eröffneten Trolleybus Freiburg–Farvagny – wo jedoch überwiegend Personenverkehr stattfand – einen Oberleitungslastwagen.

## Geschichte
Während dem Ersten Weltkrieg wurde die Beschaffung von Benzin immer schwieriger und drohte im Winter 1917/18 für den Privatgebrauch vollständig zu versiegen. Die BKW beschloss deshalb, eine gleislose Bahn zwischen dem Bahnhof Gümmenen und der Kraftwerksbaustelle bei Buttenried einzurichten. Die Strecke begann am Bahnhof an der Bern-Neuenburg-Bahn und führte über Gümmenen, Mühleberg und Buttenried zum Werkplatz Aumatt am Ufer der Aare, die Betriebsspannung betrug 500 Volt Gleichstrom. Die Speisung erfolgte über eine Umformerstation in der Aumatt, die den Wechselstrom mit zwei Umformern in Gleichstrom wandelte. Jeder Umformer hatte eine Leistung von 110 PS. Die Umformerstation wurden aus der über Mühleberg führenden 16 kV-Hochspannungsleitung versorgt.

## Fahrzeuge

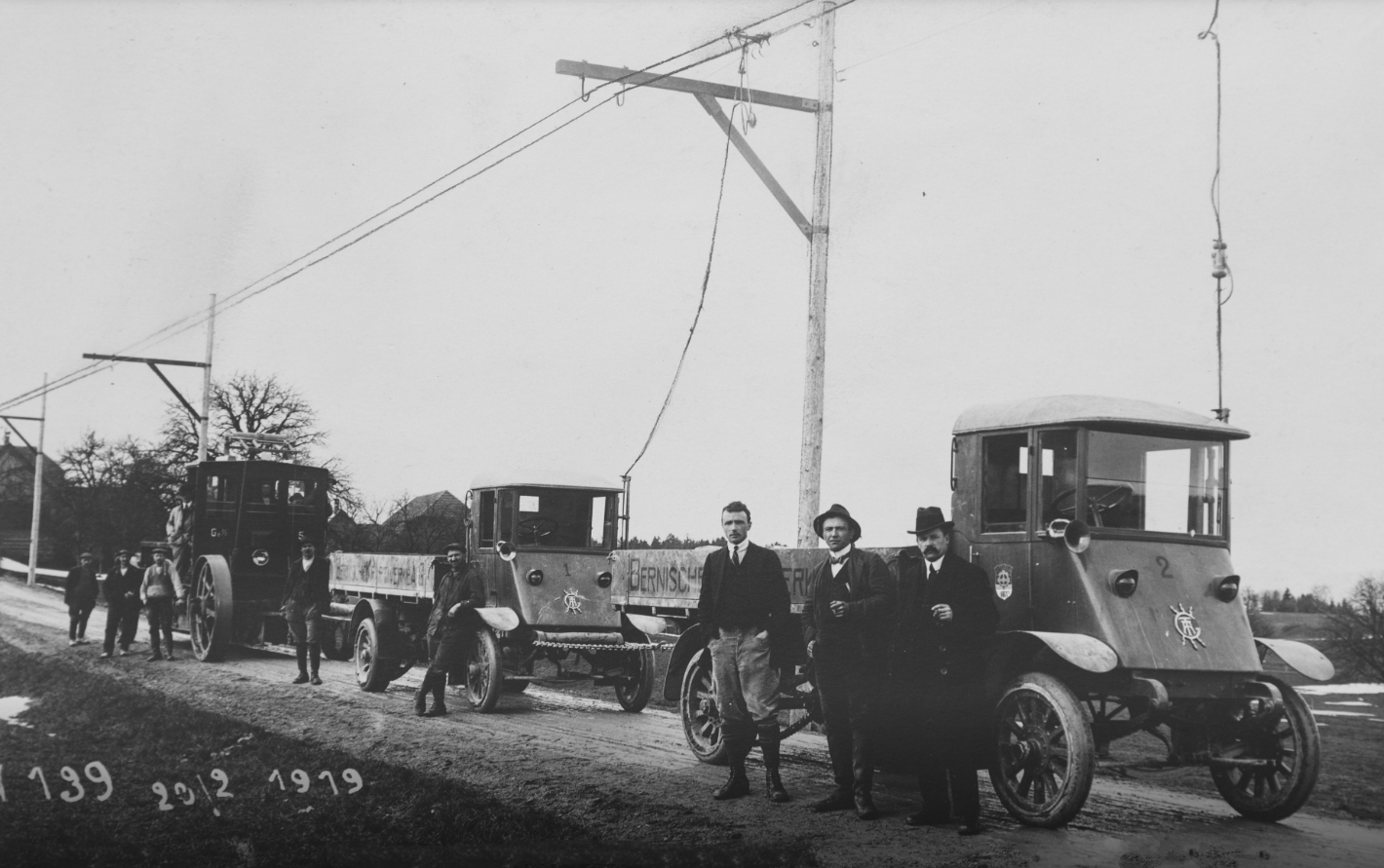
Vorne die beiden Lastwagen, dahinter eine von zwei Elektroloks für die Werksbahn (750 mm)

Es standen zwei mit dem Oberleitungs- und Antriebssystem Mercédès-Électrique-Stoll ausgerüstete Lastwagen des Herstellers Tribelhorn zur Verfügung. Sie waren mit je zwei Strassenbahnmotoren zu 18 PS Leistung ausgerüstet und transportierten Materialien zum Aufbau der Schwergewichtsmauer für den Wohlensee und für das Wasserkraftwerk Mühleberg. Bei normalen Transporten verkehrten die Lastwagen einzeln und konnten dreieinhalb bis vier Tonnen transportieren. Bei guten Strassenverhältnissen konnten ihnen auch noch je ein Drei-Tonnen-Anhänger mitgegeben werden. Für Schwertransporte wurden beide zusammen mit einem Lastwagen mit Benzinmotor oder einem Akkumulatorentraktor eingesetzt. Der Betrieb wurde durch die Bernischen Kraftwerke (BKW) selbst geführt, es gab keinen fahrplanmässigen Personenverkehr.